# Rio Mourão
Rio Mourão är ett vattendrag i Brasilien.   Det ligger i delstaten Paraná, i den södra delen av landet, 1 000 km sydväst om huvudstaden Brasília.
Trakten runt Rio Mourão består till största delen av jordbruksmark. Runt Rio Mourão är det glesbefolkat, med 8 invånare per kvadratkilometer.